# 宝日希勒镇
宝日希勒镇，是中华人民共和国内蒙古自治区呼伦贝尔市陈巴尔虎旗下辖的一个乡镇级行政单位。

## 行政区划
宝日希勒镇下辖以下地区：
新兴社区、胜利社区、创业社区、布敦胡硕嘎查、库热格太嘎查和特泥河生活区。